# Feliks Nowowiejski

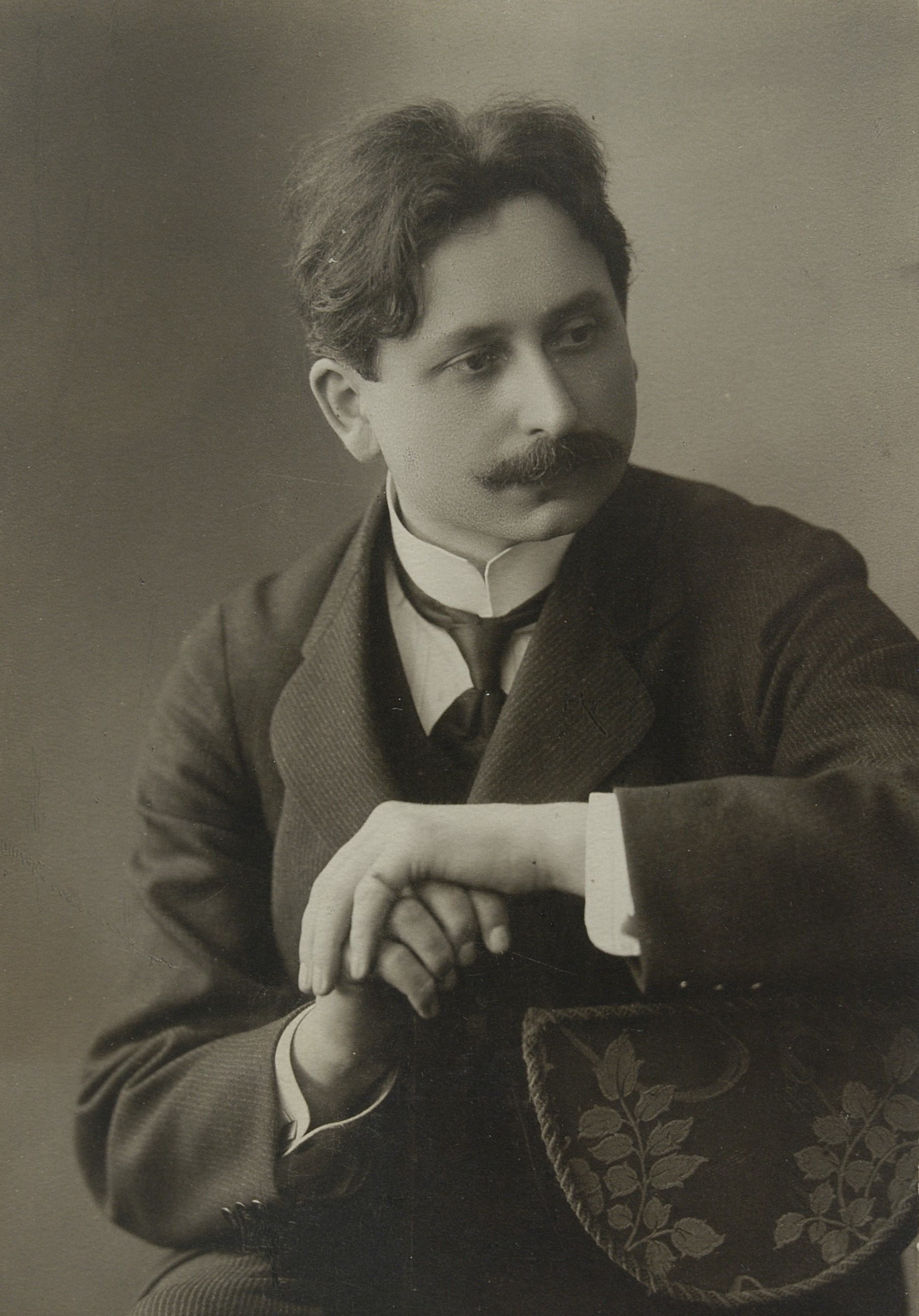
Feliks Nowowiejski.

Feliks Nowowiejski, född 7 februari 1877 i Wartenburg, Ostpreussen, död 18 januari 1946 i Poznań, Polen var en polsk tonsättare.
Nowowiejski utbildades i Berlin och Regensburg, var kompositionslärare och kördirigent i Berlin till 1909, då han kallades till Kraków som direktör för musiksällskapet och dirigent för symfonikonserterna där. Från 1918 var han verksam i Poznań som organist, kapellmästare och lärare vid kyrkomusikskolan. Han komponerade bland annat oratorier, symfonier, operan Quo vadis (efter Henryk Sienkiewicz roman med samma titel), körer och sånger.